# Eero Järnefelt
Erik "Eero" Nikolai Järnefelt (8 de novembre de 1863 - 15 de novembre de 1937) va ser un pintor i professor d'art finlandès. És conegut sobretot pels seus retrats i paisatges de la zona al voltant del parc nacional de Koli. Va ser medallista a l'⁣Exposició Universal de París de 1889 i 1900, va ensenyar art a la Universitat de Hèlsinki i va ser president de l'Acadèmia de Belles Arts de Finlàndia.

## Biografia
Era fill del general Alexander Järnefelt i de la baronessa Elisabeth Järnefelt (de soltera Clodt von Jürgensburg). Provenia d'una família d'artistes finnòfila de parla sueca d'artistes, escriptors i compositors descendents de l'aristocràcia bàltica. També es van fer coneguts diversos dels seus vuit germans: Kasper (crític literari), Arvid (jutge i escriptor), Armas (compositor i director d'orquestra) i Aino (esposa de Jean Sibelius).

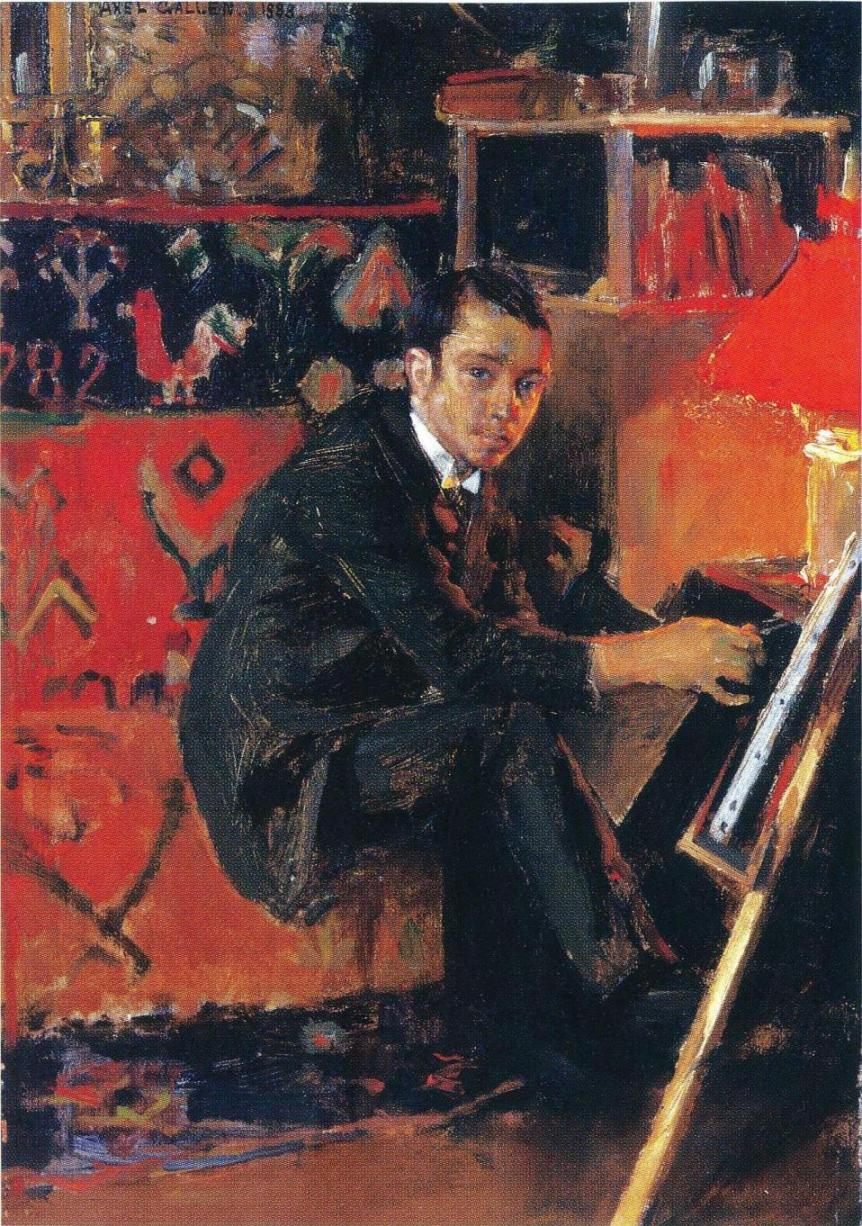
Retrat de Järnefelt d'⁣Akseli Gallen-Kallela, 1888

Després de graduar-se en una acadèmia privada, va estudiar a l'⁣Acadèmia de Belles Arts de Hèlsinki de 1874 a 1878, a l'⁣Acadèmia Imperial de les Arts de 1883 a 1886 (on un dels seus professors era el seu oncle, Mikhail Clodt), i a l'⁣Acadèmia Julian de París de 1886 a 1888, on va estudiar amb Tony Robert-Fleury. Una influència important va ser el naturalisme de Jules Bastien-Lepage.

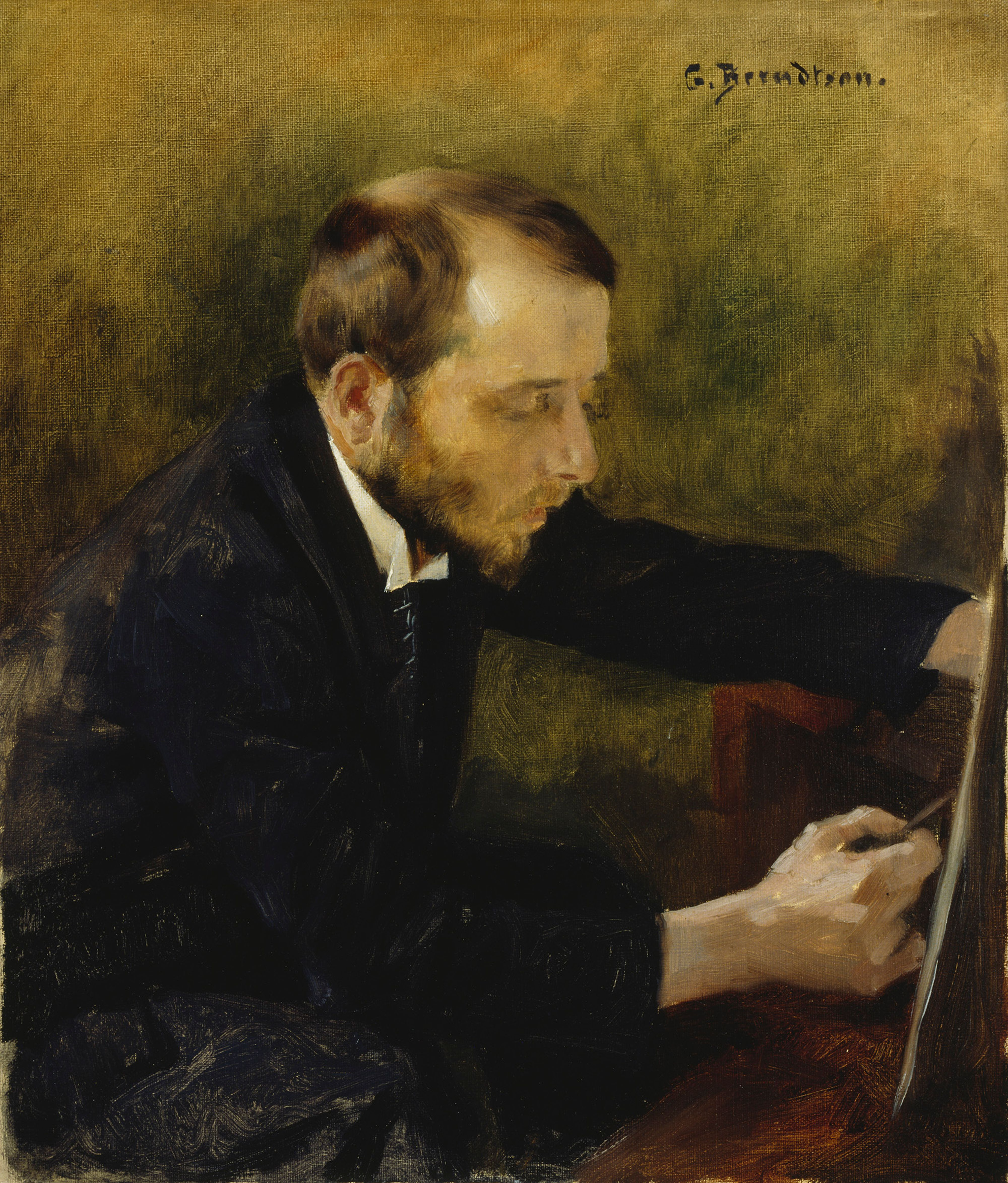
Retrat de Gunnar Berndtson el 1892

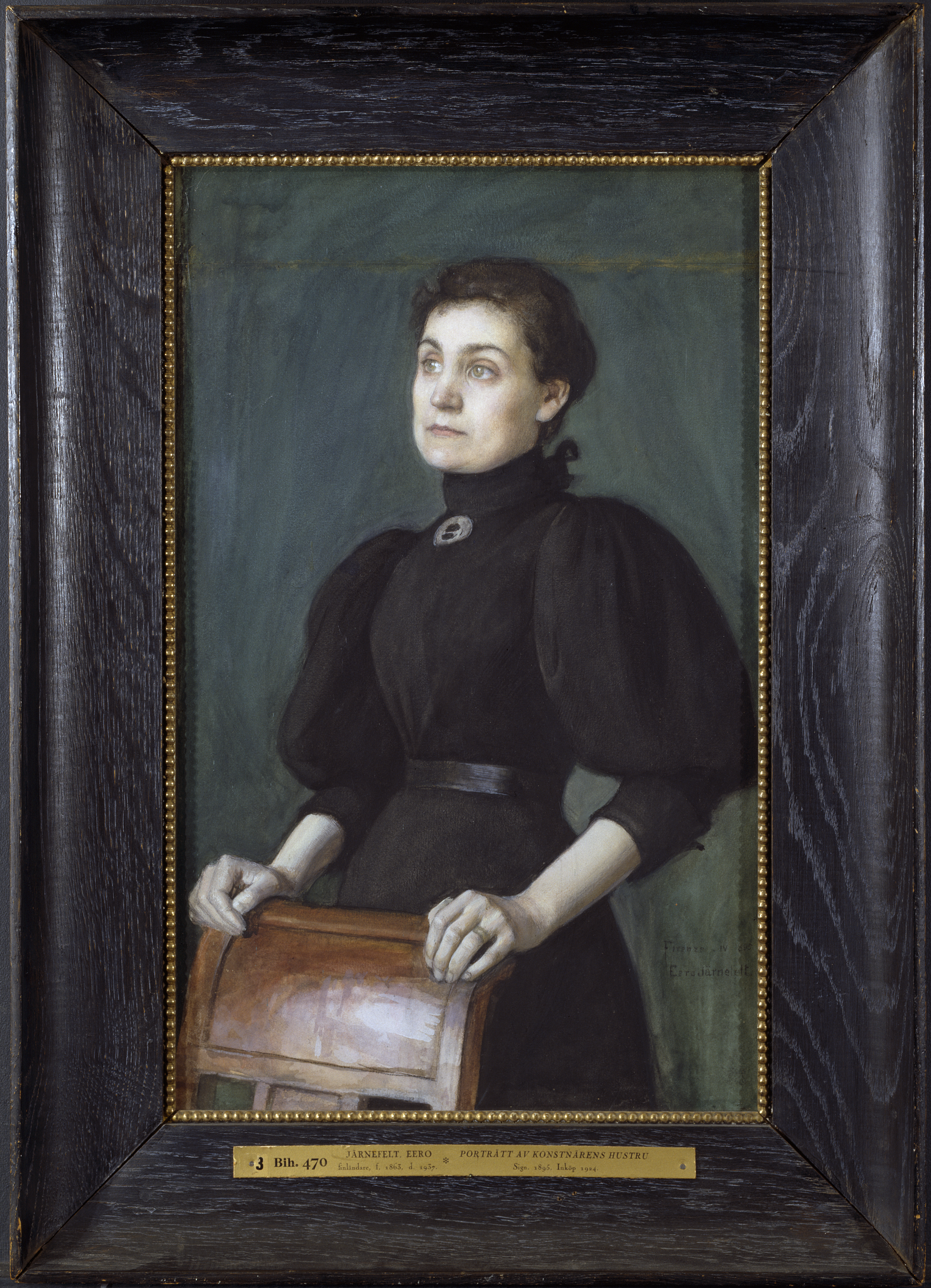
Retrat de la seva dona Saimi per Järnefelt el 1895

El 1889 es va casar amb l'actriu Saimi Swan. El 1892, va fer el seu primer viatge als voltants de Koli amb Juhani Aho i la seva dona, la pintora Venny Soldan-Brofeldt. Va quedar impressionat amb el paisatge que hi havia i va continuar visitant-lo regularment fins al 1936.
El 1893, va viatjar a Finlàndia on va dibuixar i fotografiar treballadors agrícoles que van inspirar la seva pintura més famosa, Sota el Jou (Cremant la brossa). Posteriorment, va fer diversos viatges d'estudis a Itàlia el 1894 i a Crimea el 1899. Aquest mateix any, va ajudar a organitzar una exposició internacional a Sant Petersburg, patrocinada per Mir Iskusstva.
El 1901, va construir una casa que va anomenar "Suviranta" (platja d'estiu) a la colònia d'artistes prop del llac Tuusula, dissenyada per Usko Nyström. Hi va viure només fins al 1917 quan es va traslladar a Hèlsinki, però encara és de la propietat i utilitzada per la seva família.

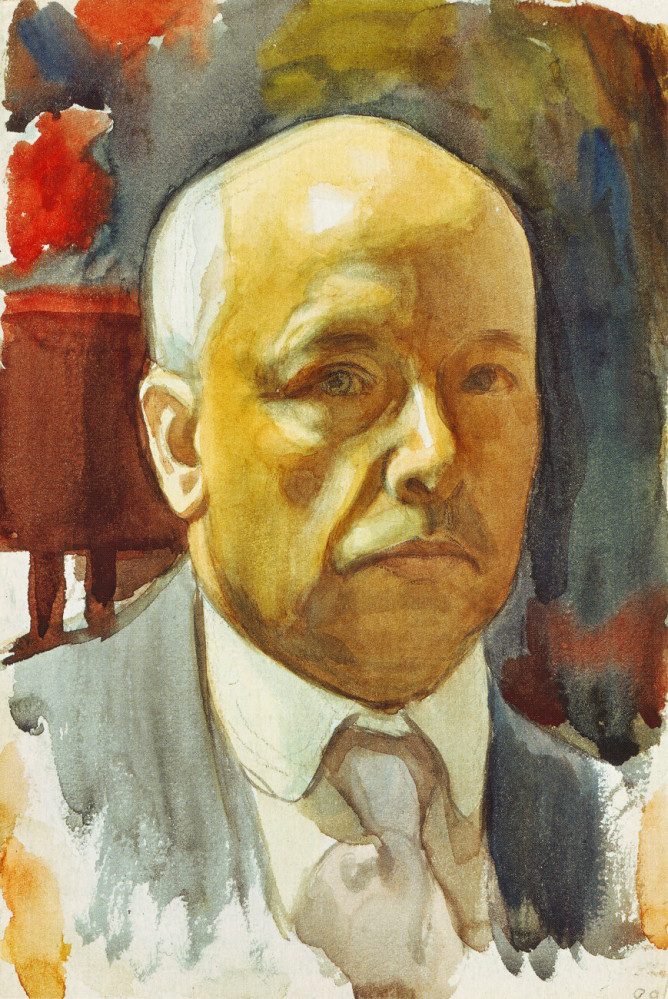
Autoretrat, data desconeguda

De 1902 a 1928, va ensenyar dibuix a la Universitat de Hèlsinki. Va ser-ne nomenat professor el 1912 i va exercir com a president de l'Acadèmia de Belles Arts de Finlàndia. La seva darrera obra important va ser un retaule per a l'església de Raahe, que va acabar el 1926. El 2013 es va fer una gran retrospectiva, que va incloure diverses obres fins ara desconegudes.

## Pintures seleccionades

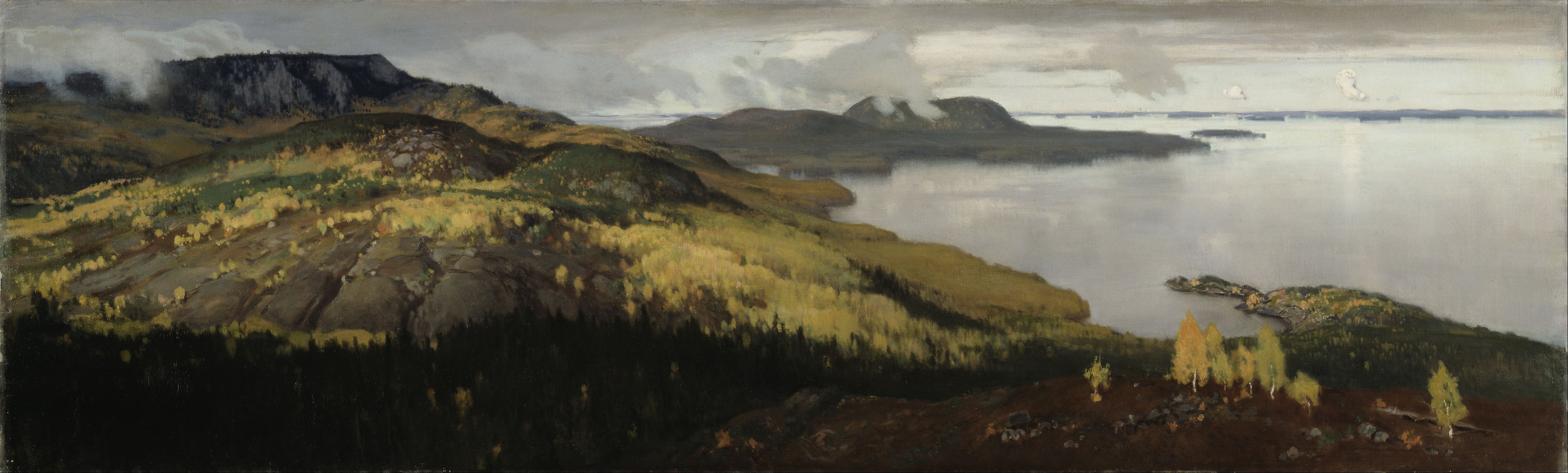
Paisatge de tardor del llac Pielisjärvi, 1899 (fi)

- Recollidors de baies, 1888
- Bar de vins francès, 1888 (fi)
- Bugaderia a la riba del riu, 1889 (fi)
- Lluna de nit d'estiu Lluna, 1889 (fi)
- Vaques a la gespa amb fum, 1891 (fi)
- Saimi al prat, 1892
- Cap de casa i els masovers, 1893
- Great Crested Grebe, unknown date
- Sota el jou (Cremant la brossa), 1893[10] (fi)
- Pond Water Crowfoot and Shorestones, 1895 (fi)
- Falcons al bosc, 1895
- Jesús i la dona pecadora, 1908 (fi)
[a]
- Ribera del llac amb canyes', 1905 (fi)
- Noia amb un gos, 1910
- Estiu florit, 1918
- En una tempesta amb Jesús, 1926
[b]
- Conversió de l'apòstol Pau, 1932
[c]

- fi, 1890
- Jean Sibelius, 1892
- Larin Paraske, 1893
- Portrait of the Artist's Son, 1897
(fi (1891–1963))
- Nelma, 1899
(fi)
- Leena, 1903
(Leena Järnefelt (1897–1991))
- Tekla Hultin, 1905
- Aino Sibelius, 1908
- Juho Kusti Paasikivi, 1931
- Carl Gustaf Emil Mannerheim 1933
- Pehr Evind Svinhufvud, 1933